# Hiéroglyphe égyptien E20
Le hiéroglyphe égyptien E20 (animal de Seth) est classifié dans la section E « Mammifères » de la liste de Gardiner ; il y est noté E20.

## Représentation
Il représente l'animal de Seth (peut être inspiré de l'oryctérope). Il est translittéré stẖ.

## Utilisation
| z · t · X | A40 |

| z · t · X | A40 |

C'est un déterminatif du champ lexical du trouble.
| E7 |

| E7 |

| E27 |

| E27 |

| E27 |

| E27 |